# Srpska garda
Srpska garda (srp. Српска гарда) bila je srpska paravojna formacija koja je sudjelovala u velikosrpskoj agresiji na Hrvatsku 1991. i 1992 godine, i koja je bila usko povezana sa Srpskim pokretom obnove (SPO); 80% pripadnika garde bili su istovremeno članovi SPO. Ovu paravojnu formaciju osnovali su Vuk Drašković, predsjednik SPO, njegova supruga Danica Drašković, Đorđe Božović "Giška" i Branislav Matić "Beli".
Kamp "Savača" za obuku ove jedinice nalazio se nedaleko Borskog jezera kod grada Bora u Srbiji. Učestvovala je u sukobima na teritoriju Hrvatske blizu Gospića. Dijelovi Srpske garde sudjelovali su i u ratu u Bosni i Hercegovini. Đorđe Božović bio je prvi zapovjednik ove paravojne formacije. Poginuo je kod Gospića 15. rujna 1991., a zapovjedništvo nad jedinicom preuzeo je njegov zamjenik Branislav Lainović - Dugikoji je vrlo brzo došao u sukob s Vukom Draškovićem i zajedno s upravom jedinice napustio jedinicu u prosincu 1991. godine. Formacija je nakon borbi u Hrvatskoj 1991. sudjelovala i u sukobima u istočnoj Bosni i Hercegovini početkom 1992. Nedugo nakon toga jedinica se osula, a njeni članovi su se vratili u Srbiju ili su prešli u druge paravojne formacije. U nekim je krugovima iznijeta sumnja da su Božovićevu pogibiju organizirale vlasti tzv. Republike Srpske Krajine po nalogu Slobodana Miloševića, tadašnjeg predsjednika Srbije. Branislav Matić, glavni sponzor ove formacije, ubijen je u Beogradu još ranije, u kolovozu 1991.
Srpska garda često se pogrešno miješa s Arkanovom Srpskom dobrovoljačkom gardom.